# Hemidactylus bouvieri
Hemidactylus bouvieri là một loài thằn lằn trong họ Gekkonidae. Loài này được Bocourt mô tả khoa học đầu tiên năm 1870.